# Lindes
Lindes (Ḷḷindes en asturiano y oficialmente) es una parroquia del concejo asturiano de Quirós (España), y un lugar de dicha parroquia. Su iglesia parroquial está dedicada a Santo Tomás.
La parroquia alberga una población de 61 habitantes (en 2018) y ocupa una extensión de 38,25 km².

## Poblaciones
Según el nomenclátor de 2018, la parroquia está formada por:
- El Corral (casería);
- Cortes (lugar);
- Fresnedo de Cortes (lugar, oficialmente Fresneo de Cortes) y
- Lindes (lugar, oficialmente Ḷḷindes).

## San Melchor de Quirós
Cortes es el pueblo natal de San Melchor de Quirós, primer santo asturiano.